# Marc-Armand Lallier
Pour les articles homonymes, voir Lallier.
Marc-Armand Lallier (né le 3 décembre 1906 à Paris et mort le 11 janvier 1988 à Paris) est un ecclésiastique français qui fut successivement évêque de Nancy (1949-1956), evêque de Marseille (1956-1966) et archevêque de Besançon (1966-1980).

## Biographie
Natif de Paris, Marc-Armand Lallier fait ses études secondaires au Lycée Condorcet et obtient son baccalauréat en 1923 ; dès 1920, il entre à la fédération nationale des Scouts de France et fonde la meute, la troupe et le clan 22e Paris. Il prépare ensuite sa licence en droit à la Faculté de Paris pendant trois ans.

### Scoutisme
Entré à la fédération nationale des Scouts de France à la 1re Paris dès 1920, scout à la 5e Paris (Saint Louis) dans les années 1920, Marc-Armand Lallier fonde la meute, la troupe et le clan 22e Paris (« Louis de Poissy », foulard rouille ou grenat plain) en 1924. Il participe au 5e Cours de Chamarande en 1924 avec Marcel Forestier, futur aumônier général (sous la direction de Jacques Sevin, assisté de Paul Coze). Lors du grand rassemblement national des petits Loups du 2 au 12 août 1926 qui regroupe environ 300 louveteaux, le « chef Lallier » est complimenté nommément par le père Sevin avec la cheftaine Chabrol. Par la suite, il reste très lié à Sevin qu'il suit à Rome en pèlerinage et qu’il assiste ensuite à Chamarande pour les sessions d’aumôniers.
Après son service militaire (1926-1927), il entre au séminaire Saint-Sulpice à Paris. Il fait donc partie des vocations tardives pour l'époque.
Ordonné prêtre par le cardinal Verdier le 29 juin 1932, il est tout de suite nommé directeur au séminaire Saint-Sulpice. Quatre ans plus tard il devient aumônier des étudiants catholiques à la Cité Universitaire de Paris. À la suite de la déclaration de guerre de septembre 1939, le lieutenant Lallier est mobilisé. Fait prisonnier, il parvient à s'évader et rejoint Paris occupé en 1940 où il est nommé sous-directeur des Œuvres diocésaines par le cardinal Suhard. En 1941, âgé de moins de 35 ans, il devient supérieur du petit séminaire de Paris situé à Conflans. Il a pour un temps comme professeur de philosophie Pierre Veuillot, futur archevêque de Paris. C'est à Conflans qu'il accueille et cache le néophyte Jean-Marie Lustiger.

### Évêque

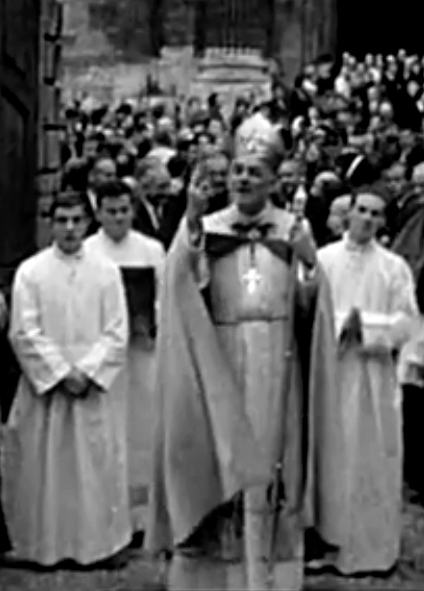
Marc-Armand Lallier.

Marc-Armand Lallier est nommé évêque de Nancy et Toul le 26 septembre 1949 à l’âge de 42 ans et consacré à Notre-Dame de Paris par le cardinal Feltin le 28 octobre suivant. Il reste sept ans dans le diocèse de Nancy.
Le 28 septembre 1956, le pape Pie XII appelle Marc Armand Lallier à l’évêché de Marseille pour succéder à Jean Delay, qui venait de démissionner pour raisons de santé. Il participe aux trois sessions du Concile Vatican II et fait partie de la Commission de la discipline des sacrements en tant que membre élu par l'assemblée.

#### L'affaire du curé d'Uruffe
Marc-Armand Lallier rencontre, pendant cette période, le curé d’Uruffe, l'abbé Desnoyers, alors suspecté d’avoir conçu un enfant avec une adolescente de quinze ans. Le curé réussira à obtenir le renouvellement de la confiance de son évêque après s’être jeté à ses genoux en criant son innocence. Guy Desnoyers mentait. En décembre 1956, il assassine sa nouvelle maitresse et l'enfant qu'elle porte. Le curé est condamné en janvier 1958 aux travaux forcés à perpétuité.

### Archevêque
Le 26 août 1966 le pape Paul VI nomme Lallier à l’archevêché de Besançon. Ses auxiliaires sont Jean Albert Marie Auguste Bernard, de 1968 à 1972, Maurice Gaidon et Jean Cuminal à partir de 1975. En octobre 1977, Lallier lance une consultation au sujet de la création d’un nouveau diocèse, pour alléger celui de Besançon, trop étendu, qui ne permet pas une présence de l’archevêque sur le terrain. Cela aboutira à la création du diocèse de Belfort-Montbéliard par le pape Jean-Paul II le 3 novembre 1979.
Lallier démissionne le 6 mars 1980 à l’âge de 73 ans, soit deux ans avant l'âge limite de 75 fixé par le droit canonique, et se retire. 

### Mort
Marc-Armand Lallier meurt à Paris le 11 janvier 1988. Il est enterré aux côtés ses prédécesseurs dans la crypte de la cathédrale Saint-Jean de Besançon.

## Prises de position

### Concernant le sort des enfants juifs
En mai 1941, plus de trente textes officiels concernant les juifs ont été publiés ; une grande rafle vient d’avoir lieu à Paris, au cours de laquelle 3 700 personnes, dont des enfants, ont été arrêtés. Lors d’une réunion, Germaine Ribière, alors étudiante à Paris, évoque le sort de ces enfants. L’abbé Lallier lui répond : 
« Mademoiselle, j’admire votre charité, elle est débordante. Évidemment, il y a le problème juif, il y a aussi le problème alsacien. Mais il faut que vous compreniez : nous avons aussi nos écoles. ».

### Concernant l'affaire Lip
Dans une lettre pastorale du 3 juin 1973, alors qu'il est archevêque de Besançon, Marc-Armand Lallier appuie les revendications des salariés de Lip : « ... Tout ce qui mutile l'homme […] n'est pas dans le plan de Dieu ». Le 15 juin, il prend la parole lors d'une opération « ville morte ».

## Distinction
- Grand officier de l’ordre du Saint-Sépulcre.